# Kaba 43 Camara
Pour les articles homonymes, voir Camara.
Kaba 43 Camara est un militaire guinéen né en 1941 à Beyla dans la région de Nzérékoré et mort le 5 novembre 2021 à Conakry, en république de Guinée.

## Biographie

### Parcours professionnel
L'un des pionniers de l'armée guinéenne, le général de division Kaba 43 Camara finit sa vie au grade de grand chancelier de l'ordre national du mérite de la république de Guinée à partir du 11 février 2018.

### Vie privée
Le général a une femme et neuf enfants dont le contrôleur général de la police Fabou Camara.

### Mort
Après sa mort, il reçoit des hommages dans la salle du palais du peuple en présence du président Alpha Condé avant d'être inhumé au cimetière de Cameroun.